# Dave Bancroft
David James Bancroft, soprannominato Beauty (Sioux City, 20 aprile 1891 – Superior, 9 ottobre 1972), è stato un giocatore di baseball statunitense di ruolo interbase nella Major League Baseball (MLB). È stato inserito nella National Baseball Hall of Fame nel 1971.

## Carriera
Soprannominato "Beauty" (bellezza) per la sua abitudine a chiamare i buoni lanciatori avversari "bellezze", Bancroft giocò nella MLB dal 1915 al 1930, per Philadelphia Phillies, New York Giants, Boston Braves e Brooklyn Robins.
Bancroft giocò nelle minor league dal 1909 al 1914, quando fu acquistato dai Phillies. I Giants lo ottennero in uno scambio durante la stagione 1920. Dal 1923 occupò il doppio ruolo di giocatore e manager dei Braves, rimanendolo per quattro anni. Dopo essere stato licenziato, Bancroft disputò due stagioni per i Robins, concludendo la carriera con i Giants l'anno successivo. Vinse le World Series nel 1921 e nel 1922, oltre a far parte delle squadre che conquistarono la National League nel 1915 e 1923. Considerato un eccellente interbase in difesa, fu eletto nella Hall of Fame nel 1971. Tuttavia, la sua elezione non fu priva di controversie, poiché il comitato di selezione includeva dei suoi ex compagni di squadra, risultando in accuse di clientelismo contro il Veterans Committee.

## Palmarès
- World Series: 2

New York Giants: 1921, 1922